# Liga NSO Nova Gradiška 1977./78.
Liga Nogometnog saveza općine Nova Gradiška također i kao Liga NSO Nova Gradiška; Općinska nogometna liga Nova Gradiška (ali također navedeno i kao Liga Nogometnog saveza Područja Nova Gradiška; Područna liga Nova Gradiška; Područna liga NSP Nova Gradiška; Međuopćinska liga Nova Gradiška) je bila liga petog stupnja nogometnog prvenstva Jugoslavije u sezoni 1977./78. 
 
Sudjelovalo je 12 klubova, a prvak je bio klub "Budućnost" iz Rešetara.

## Ljestvica
| mj. | klub                 | ut. | pob. | ner. | por. | gol+ | gol- | bod |
| --- | -------------------- | --- | ---- | ---- | ---- | ---- | ---- | --- |
| 1.  | Budućnost Rešetari   | 22  | 16   | 4    | 2    | 61   | 21   | 36  |
| 2.  | Slavonac Nova Kapela | 22  | 12   | 5    | 5    | 54   | 31   | 29  |
| 3.  | Partizan Batrina     | 22  | 12   | 3    | 7    | 65   | 44   | 27  |
| 4.  | Posavac Davor        | 22  | 11   | 4    | 7    | 43   | 30   | 26  |
| 5.  | SRSK Smrtić          | 22  | 11   | 2    | 9    | 47   | 46   | 24  |
| 6.  | Omladinac Vrbova     | 22  | 9    | 6    | 7    | 32   | 34   | 24  |
| 7.  | Dinamo Godinjak      | 22  | 9    | 5    | 8    | 44   | 43   | 23  |
| 8.  | Jedinstvo Novska     | 22  | 8    | 4    | 10   | 46   | 42   | 20  |
| 9.  | Psunj Okučani        | 22  | 8    | 3    | 11   | 46   | 42   | 19  |
| 10. | Strmac Nova Gradiška | 22  | 7    | 2    | 13   | 43   | 48   | 16  |
| 11. | Partizan Medari      | 22  | 6    | 3    | 13   | 29   | 52   | 15  |
| 12. | Graničar Magić Mala  | 22  | 1    | 3    | 18   | 22   | 104  | 5   |

## Rezultatska križaljka
| kratica | klub                 | BUD | DIN | GRA | JED | OML | PARB | PARM | POS | PSU | SLA | SRSK | STR |
| --- | -------------------- | --- | --- | --- | --- | --- | ---- | ---- | --- | --- | --- | ---- | --- |
| BUD | Budućnost Rešetari   |     |     |     |     |     |      |      |     |     |     |      |     |
| DIN | Dinamo Godinjak      |     |     |     |     |     |      |      |     |     |     |      |     |
| GRA | Graničar Magić Mala  |     |     |     |     |     |      |      |     |     |     |      |     |
| JED | Jedinstvo Novska     |     |     |     |     |     |      |      |     |     |     |      |     |
| OML | Omladinac Vrbova     |     |     |     |     |     |      |      |     |     |     |      |     |
| PARB | Partizan Batrina     |     |     |     |     |     |      |      |     |     |     |      |     |
| PARM | Partizan Medari      |     |     |     |     |     |      |      |     |     |     |      |     |
| POS | Posavac Davor        |     |     |     |     |     |      |      |     |     |     |      |     |
| PSU | Psunj Okučani        |     |     |     |     |     |      |      |     |     |     |      |     |
| SLA | Slavonac Nova Kapela |     |     |     |     |     |      |      |     |     |     |      |     |
| SRSK | SRSK Smrtić          |     |     |     |     |     |      |      |     |     |     |      |     |
| STR | Strmac Nova Gradiška |     |     |     |     |     |      |      |     |     |     |      |     |
| |                      |     |     |     |     |     |      |      |     |     |     |      |     |
| podebljan rezultat - utakmice od 1. do 11. kola (1. utakmica između klubova) rezultat normalne debljine - utakmice od 12. do 22. kola (2. utakmica između klubova) rezultat nakošen - nije vidljiv redoslijed odigravanja međusobnih utakmica iz dostupnih izvora rezultat smanjen * - iz dostupnih izvora nije uočljiv domaćin susreta prekrižen rezultat - poništena ili brisana utakmica p - utakmica prekinuta 3:0 p.f. / 0:3 p.f. - rezultat 3:0 bez borbe |                      |     |     |     |     |     |      |      |     |     |     |      |     |

 Izvori:

## Unutarnje poveznice
- Slavonska zona – Posavska skupina 1977./78.